# El Diablo - Tren de la Mina
El Diablo - Tren de la Mina is een mijntreinachtbaan in het Spaanse pretpark PortAventura Park. De achtbaan is samen met het park geopend in 1995.

## Verhaal

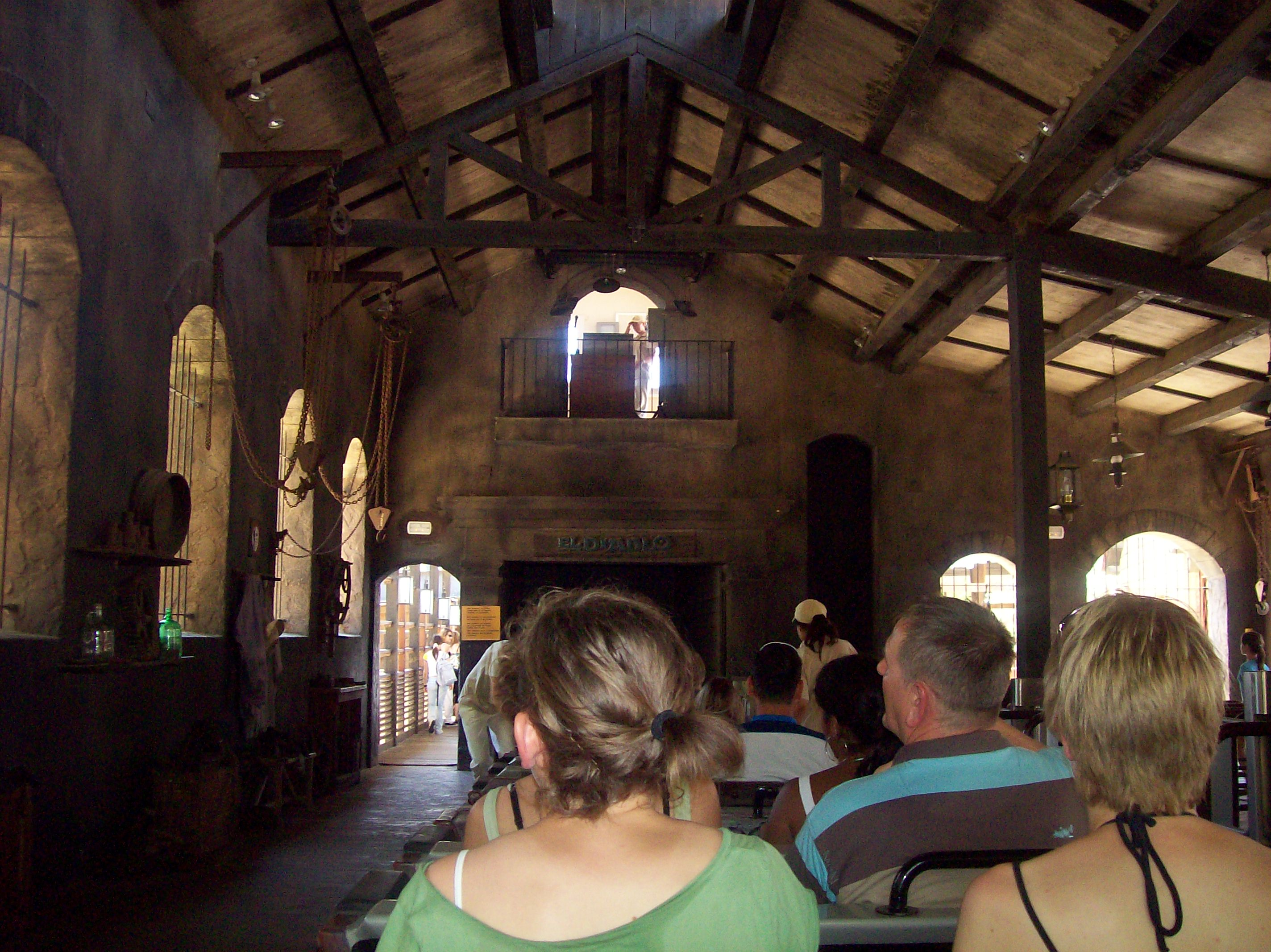
Station van El Diablo

De oude zilvermijn opent zijn deuren om nieuwe mijnwerkers aan te werven. Een groep jonge mensen gaat op zoek naar een beter leven en begint in de mijn te werken. Ze keren echter nooit terug. Vijftig jaar later gaat een archeoloog op zoek naar de vloek die op de mijn rust. Hij gaat te rade bij de dorpsbewoners, die allen de mijn vrezen. De archeoloog weigert zijn werk te stoppen en gaat de mijn binnen.
Even later hoort hij een geluid steeds dichterbij komen. Plotseling ziet hij een op hol geslagen mijntrein op zich afkomen en hij vlucht. Hij kan ontsnappen aan de trein en belandt in een grot. Hier ziet hij de verloren mijnwerkers. Hij besluit de mijnwerkers te redden en ze kunnen levend aan de mijn ontkomen. Sindsdien durft niemand de mijn nog te betreden, maar men gelooft nog steeds dat de trein er rondrijdt, zoekend naar nieuwe slachtoffers.

## Thema
De attractie behoorde vroeger tot het Far West-gedeelte maar is sinds kort toegevoegd als attractie in het themagebied Mexico. Ze is volledig gethematiseerd naar een oude mijn met treintjes, olievaten en ijzer.
De attractie kruist tevens de log flume Silver River Flume.

## Trivia
- De attractie had een expressingang.
- Hoewel de attractie behoorde tot het Far West-gedeelte, lag de ingang altijd al tussen Mexico en China.
- Het foto-on-ride-systeem maakt gebruik van stilstaande beelden uit de video's.